# رشيد قريشي
رشيد قريشي فنان تشكيلي، نحات وصانع خزف جزائري وُلد في عام في 20 يناير 1947 بمدينة عين البيضاء بولاية أم البواقي. اشتهر بأعماله الفنية المعاصرة التي تدمج الخط كعنصر رسومي.

## سيرة
ولد في عائلة صوفيةوتلقى تعليمه في المدرسة العليا للفنون الجميلة بالجزائر العاصمة ودرس فيها الخط. 
وفي عام 1970، غادر الجزائر ليلتحق بمدرسة الفنون الزخرفية ومدرسة الفنون الجميلة في باريس.
أثرت نشأته الصوفية على أعماله حيث كان يتفنن دائمًا بالنصوص والرموز، يستخدم في عمله الخط العربي والحروف الرسومية المستمدة من لغات أخرى.

### عناصر من أعماله الفنية
يعمل رشيد قريشي على مجموعة واسعة من الوسائط الفنية، تشمل النسيج (مثل الحرير)، اللوحات القماشية، الرق، الطين، الكاؤولين، السيراميك والمنسوجات وفن التركيب والتعدين. لا يقدّم نفسه كخطاط، بل كفنان تشكيلي يتنقّل بين التقليد والابتكار. يستند في عمله إلى خلفية ثقافية مشبعة بالتراث الفني والروحي الذي عرفه في طفولته، ويطوّر في الوقت ذاته أسلوباً بصرياً خاصاً يعكس رؤيته للحياة من خلال أشكالها الواقعية وتجلياتها الرمزية.
يميل قريشي إلى الرمزية في أعماله، ويستخدم بشكل متكرر الرقم سبعة، بالإضافة إلى ألوان محددة مثل الأزرق والذهبي، إلى جانب أشكال رمزية متنوعة مثل القمر، والدائرة، والمربع، والنجوم. وتتميز أعماله بعمق تعبيري وشاعرية واضحة.

## أعماله
عُرضت أعماله في بينالي البندقية في عام 2001،  ومتحف الفن الحديث في نيويورك في عام 2006،  وتُعرض أعماله ضمن مجموعة المتحف الوطني للفنون الأفريقية في واشنطن العاصمة.

### معارض مختارة
- 1998 "حديقة باراديس"، المهرجان الدولي للحديقة. شومون سور لوار. لايتون هاوس، لندن.
- 1999 "المفاهيم العالمية: نقاط الأصل"، متحف كوينز للفنون، نيويورك.
- 1999-2000 "رسائل كلاي"، متحف الفن المعاصر، كاراكاس، فنزويلا، ليموج والجزائر.
- 2000 "طفل الجاز"، معهد العالم العربي، باريس، فرنسا.
- 2001 "قصيدة بيروت ومسار الورد"، المتحف الوطني للفنون الجميلة، عمان، الأردن.
- 2002 "رشيد القريشي: 7 تنويعات في لون إنديجو"، مرسيليا، فيل شاريت وآلور أورس دو تمبس.
- 2003 "أفريكا إنفورمس"، أكتوبر غاليري، لندن، 2003.

## روابط خارجية
- السيرة الذاتية من المتحف الوطني للفنون الأفريقية، مؤسسة سميثسونيان.
- السيرة الذاتية arab-art.org - بالفرنسية.